# Verband der deutschen Filmkritik
Der Verband der deutschen Filmkritik (VdFk) ist ein Interessenverband von Filmjournalisten,  Filmkritikern, Filmwissenschaftlern und Filmhistorikern, dessen satzungsgemäße Aufgaben darin bestehen, die fachliche Orientierung und Förderung seiner Mitglieder sowie die Förderung und Heranbildung geeigneten Filmjournalisten-Nachwuchses zu unterstützen.
Unter dem Namen Arbeitsgemeinschaft der Filmjournalisten e. V. wurde der Verband am 15. Februar 1954 in Düsseldorf gegründet. Der heutige Sitz ist Berlin. Der VdFk ist mit seinen rund 300 Mitgliedern die größte nationale Sektion innerhalb der internationalen Filmkritiker-Vereinigung Fédération Internationale de la Presse Cinématographique (FIPRESCI). In Zusammenarbeit mit der FIPRESCI entsendet der VdFk Journalisten in Jurys internationaler Filmfestivals.
Die Mitglieder entscheiden jährlich über den Preis der deutschen Filmkritik, den der VdFk seit dem Jahr 1957 (für das Filmjahr 1956) an deutsche Filme vergibt. Der Preis der deutschen Filmkritik wird ausschließlich von professionellen Filmkritikern vergeben. Wirtschaftliche, bundesländerspezifische, publikums oder technik-betonte Kriterien spielen keine Rolle. Entscheidend sind ausschließlich unabhängige künstlerische Kriterien. Seit 2001 wird der Preis in zwölf Kategorien verliehen. Die Preisverleihung erfolgt im Rahmen der Berlinale und wird seit 2016 in Kooperation mit Barbarella Entertainment durchgeführt.
Seit 2015 richtet der VdFk außerdem das Filmfestival Woche der Kritik aus.